# Ва (государство)
Госуда́рство Ва (ва: Mēng Vax, Meung Va, кит. упр. 佤邦, пиньинь Wǎ Bāng, бирм. ဝပြည်နယ်) — непризнанное государство на территории Мьянмы, в настоящее время включено в официальную Самоуправляемую область Ва административной области Шан. Столица — город Панкан (кит. упр. 邦康, пиньинь Bāngkāng), бывший Пансан (кит. упр. 邦桑, пиньинь Bāngsāng). Название государства происходит от одноимённой этнической группы ва. Население составляет примерно 558 тысяч человек. Территория не имеет чётких границ, занимая северо-восток Шана. Рабочий язык правительства штата Ва — китайский.

## История
В течение долгого времени племена вождей были разбросаны по горной местности Ва, без единого управления. Во времена династии Цин регион отделился от племенного военного контроля народа Дай. Британское правление в Бирме не управляло государствами Ва, а граница с Китаем осталась неопределенной.
С конца 1940-х годов, во время гражданской войны в Китае, остатки Китайской национальной революционной армии отступили на территорию Бирмы, когда коммунисты захватили материковый Китай. В горном регионе гоминьдановские силы 237-й дивизии Восьмой армии и 93-й дивизии 26-й армии удерживали свои позиции в течение двух десятилетий, готовясь к контрнаступлению на материковый Китай. Под давлением Организации Объединённых Наций контрнаступление было отменено, и армия была отозвана в северный Таиланд, а затем обратно на Тайвань; однако некоторые войска решили остаться в Бирме. К востоку от реки Салуин местные племенные партизанские группы осуществляли контроль при поддержке Коммунистической партии Бирмы.
В 1960-х годах Коммунистическая партия Бирмы потеряла свою базу операций в центральной Бирме и с помощью китайских коммунистов расширила свое влияние в приграничных районах на северо-востоке. Многие молодые интеллектуалы из Китая присоединились к Коммунистической партии Бирмы, и эти силы также поглотили многих местных партизан. Бирманские коммунисты получили контроль над Пангкхамом, который стал их базой операций.
В конце 1980-х годов этнические меньшинства северо-восточной Бирмы политически отделились от Коммунистической партии Бирмы. 17 апреля 1989 года вооруженные силы Бао Юсяна объявили о своем отделении от Коммунистической партии Бирмы и сформировали Объединённую партию этнических групп Мьянмы, которая позже стала Объединённой партией государства Ва. 18 мая Объединённая армия государства Ва подписала соглашение о прекращении огня с Государственным советом по восстановлению закона и порядка, который заменил военный режим Не Вин после восстания 8888. После прекращения огня правительство Мьянмы стало называть регион «Особый регион штата Шан № 2 (регион Ва)» (паруйский: Hak Tiex Baux Nong (2) Meung Man; китайский:缅甸掸邦第二特区)
В 1990-х годах штат Ва силой захватил Южную область. С 1999 по 2002 год 80 000 бывших фермеров, выращивающих опиум, из северной части штата Ва были насильно переселены на более плодородный юг для производства продовольствия, что улучшило продовольственную безопасность и заложило основу для запрета на производство наркотиков в штате Ва. Некоторые группы сообщают, что в результате переселения погибли тысячи людей.
Напряженность между центральным правительством и штатом Ва усилилась в 2009 году. В это время предложения мирной инициативы штата Ва были отклонены правительством Мьянмы. 27 апреля 2010 года правительство предупредило, что программа WHP может подтолкнуть Мьянму и штат Ва к дальнейшему конфликту.
В 2012 году штат Ва начал масштабную программу строительства дорог, чтобы связать все поселки асфальтированными дорогами. К 2014 году асфальтированные дороги прошли через северные поселки штата Ва и соединили поселки Ва Куньма, Нам Тит и Мэнмао с китайскими городами Цанъюань и Симэн.
После государственного переворота в Мьянме в 2021 году кланы Ва начали более открыто противостоять правительству Мьянмы, отойдя от своей стратегии «передовой обороны», заключающейся в военной поддержке небольших антиправительственных сил, которая должна была удерживать Татмадау от нарушения режима прекращения огня, с целью расширения своего политического и военного влияния на Центральную Мьянму.
Когда боевые действия в северном штате Шан обострились в конце октября и начале ноября 2023 года, штат Ва занял нейтральную позицию, призвав 1 ноября к прекращению огня. UWSP снова заявили, что они примут ответные меры в случае любых военных действий против Ва.
Напряженность между штатом Ва и Таиландом возросла в ноябре 2024 года из-за присутствия баз UWSA, предположительно вторгающихся на территорию Таиланда.

## Политика, общество и право
Штат Ва разделен на северный и южный регионы, которые отделены друг от друга, при этом южный регион площадью 13 000 км² (5000 кв. миль) граничит с Таиландом и насчитывает 200 000 человек. Общая площадь региона, контролируемого штатом Ва, составляет приблизительно 27 000 километров. Политические лидеры штата Ва в основном являются представителями этнической группы Ва.
Рабочий язык правительства штата Ва — мандаринский китайский. Юго-западный мандаринский и ва — широко распространенные языки среди населения, языком образования является  стандартный китайский. Телевизионные передачи в штате Ва транслируются как на мандаринском, так и на ва. Товары в штат Ва привозятся из Китая, и для обмена обычно используется юань. China Mobile имеет сотовое покрытие в некоторых частях штата Ва.

### Правительство
Правительство штата Ва копирует многие политические черты правительства Китайской Народной Республики, имея центральную партию, известную как Объединённая партия штата Ва, которая также имеет Центральный комитет и Политбюро. В штате Ва также есть Народный конгресс Ва и Народная политическая консультативная конференция Ва, которые соответственно имитируют Всекитайское собрание народных представителей и Китайскую народную политическую консультативную конференцию. До государственного переворота в Мьянме 2021 года, хотя штат Ва был в значительной степени автономен от контроля центрального правительства в Нейпьидо, их отношения основывались на мирном сосуществовании, и штат Ва признал суверенитет центрального правительства над всей Мьянмой.

### Правовая система
Правовая система в штате Ва основана на системе гражданского права со ссылкой на законы Китая. По крайней мере с 2015 года в штате Ва применяется смертная казнь за вооруженное нападение, изнасилование, убийство и жестокое обращение с детьми. После вынесения смертного приговора заключенные отправляются непосредственно на место казни.
Трудовые лагеря существуют в штате Ва, и родственники тех, кто находится в заключении или призван на военную службу, часто берутся государством в заложники. Государством управляет сеть маоистских повстанцев, традиционных лидеров, таких как старосты, бизнесмены и торговцы, без демократических выборов или верховенства закона.
У большинства людей нет китайских или мьянманских удостоверений личности, но удостоверения личности штата Ва часто признаются в этих странах. Гражданам легко попасть туда, если они избегают официальных пограничных переходов.

### Демография
Наиболее распространенной религией, превосходящей по численности ислам, буддизм и народные религии, является христианство, хотя светское правительство часто применяет против него репрессии. Примером этого является кампания против церквей, построенных после 1992 года в сентябре 2018 года.
Раньше в штате Ва проживало до 100 000 граждан Китая, многие из которых занимались бизнесом. В 2021 году китайское правительство приказало им вернуться на родину для борьбы с онлайн-мошенничеством, предположительно совершенным многими из них. Исход китайцев оказал негативное влияние на экономику Ва.

## Административное деление
Штат Ва делится на округа (Parauk: kaung; китайский: 县), специальные районы (Parauk: lum; китайский: 特区), зону экономического развития и комитет по административным делам. Каждый округ далее делится на районы (Parauk: veng; китайский: 区).
Ниже расположены администрации поселков: поселки (Параук: ndaex eeng / yaong; китайский: 乡) и улицы (Параук: laih; китайский: 街).
| Уровень           | Уездный уровень                                           | Районный уровень                              | Городок                                                          | Деревня                         |
| ----------------- | --------------------------------------------------------- | --------------------------------------------- | ---------------------------------------------------------------- | ------------------------------- |
| Тип подразделения | Особый район (lum / 特区)                                 | Особый район (lum / 特区)                     | Улица (laih / 街), Город (ceung / 镇) , Городок (daux eeng / 乡) | Группа (组) Деревня (яонг / 村) |
| Тип подразделения | Зона экономического развития (经济开发区)                 |                                               | Улица (laih / 街), Город (ceung / 镇) , Городок (daux eeng / 乡) | Группа (组) Деревня (яонг / 村) |
| Тип подразделения | Округ (kaung / 县)                                        | Проспект (daux laih / 街道) Район (veng / 区) | Улица (laih / 街), Город (ceung / 镇) , Городок (daux eeng / 乡) | Группа (组) Деревня (яонг / 村) |
| Тип подразделения | Комитет по административным вопросам (行政事务管理委员会) | Проспект (daux laih / 街道) Район (veng / 区) | Городок (южный) (яонг / 乡)                                      | Городок (южный) (яонг / 乡)     |

В таблице выше названия в апострофах указаны в порядке Ва/Дай/Мандарин. Проспект (daux laih / 街道) встречается только один раз в уезде Mong Maoe; город (镇/ " ceung ") встречается только один раз в Mong Phing EDZ. Проспекты и улицы являются метафорическими названиями городского типа, аналогичными подокругам Китая, и их не следует понимать буквально. Они далее подразделяются на группы. Деревни являются сельскими аналогами групп и находятся ниже поселков. В южной части Ва поселки получают идентификатор поселка (乡) в соответствии с их названием на мандаринском языке, но не подразделяются на деревни, их названия Ва указывают, что они являются естественными поселениями (yaong / 寨), но могут быть частью соединения, например daux eeng yaong: XX (XX-settlement township / XX寨乡).
В целом, названия подразделений на языке ва следуют романскому порядку наименования. Например, Veng Yaong Leen означает округ Яонг Леен и является вэнгом (районом), а не яонгом: (естественным поселением). Название города Монг Пхинг в Монг Пхинг ЭЗ является исключением — оно следует германскому порядку наименования, как «Mong Phing Ceung» вместо «Ceung Mong Phing». В языке ва x в конце слога представляет гортанную остановку.
В разделах ниже жирным шрифтом выделены названия округов. Названия с «кавычками» являются транскрипциями мандаринского наречия на пиньинь, а названия курсивом — транскрипциями мандаринского наречия на бирманском языке. Хотя мандаринский язык является одним из четырёх рабочих языков штата Ва, некоторые административные названия на мандаринском языке неканоничны. Например, 班阳区и邦洋区 — это две разные транскрипции одного и того же официального названия округа Панъян на языке ва или дай.

### Северная область
Северная часть штата Ва разделена на три округа, два специальных округа и одну зону экономического развития. Каждый округ далее делится на округа; всего 21 округ.
Округа
- Округ Монгмао (kaung: Meung Mau, 勐冒县):
1. Район Нави (veng Nax Vi, 纳威区)
2. Район Каунг Минг Сан (veng Moeknu, 公明山区) и проспект Монхмау (daux laih Meung Mhau, 新地方街, административный центр округа)
3. Район Панвай (veng Pang Vai, 邦外区 (班歪区))
4. Район Тао Мие (veng Taoh Mie, 栋玛区 (昆马区))
5. Район Яунг Линь (Вэн Яонг: Лин, 永冷区)
6. Район Лонг Тан (veng Nhawnngit, 龙潭区)
7. Район Ай Чун (Вэн Чунг: Мианг, 岩城区)
8. Район Инпань (Вэн Каунмау, 营盘区)
9. Район Мантон (veng Man Ton, 曼东区)
10. Район Лин Хоу (veng Moek Raix, 联合区)
11. Район Клаунгпа (veng Klawng: Pa, 格龙坝区)
- Округ Монглинь [ чж ] (kaung : Mang' Leen' , 勐能县):
12. Район Маньшианг (вэн Маньшианг, 曼相区)
13. Район Нонг Киед (veng Nong: Kied, 弄切区)
13.1 Городок Нонг Киед (daux eeng: Nong: Kied, 弄切乡), 6 деревень
13.2 Городок Си Лауг (daux eeng: Si Lawg), 4 деревни
13.3 Городок Вейн Као (daux eeng: Daux Kaung: 温高乡), 8 деревень
13.4 Городок Нонг Лай Синг (daux eeng: Nong: Lai Sing), 8 деревень
14. Район Палин (Вэнг Па Лин (Нанг Кханг: Ву), 南抗伍区)
15. Район Накао (veng Nax Kao, 纳高区)
16. Район Пан Ян (veng Pang Yang, 邦洋区)
- Округ Монг Паук (kaung: Meung' Bawg, 勐波县):
17. Район Нампхат (veng Nam Phat, 南排区)
18. Район Монг Паук (венг Меунг Бауг, 勐波区, административный центр округа)
19. Район Монг Нин (veng Meung' Ning, 勐念区)
20. Район Монг Ка (veng Meung' Ka, 勐嘎区)
21. Район Хотао (Вэн Хох Тао, 贺岛区)
Специальные округа
  - Особый район Пангкхам (lum Pang Kham, 邦康特区):
Городок Гуанхун (daux eeng: Kwang: Hong, 广洪乡)
Городок На Лоут (daux eeng: Na Lawt, 那洛乡)
Городок Ман Фат (daux eeng: Mam Phat, 南帕乡)
Городок Таунг Ав (daux eeng: Tawng Aw, 等俄乡)
Городок Яонг Тин (daux eeng: Yaong Ting, 永定乡)
Городок Ман Мао (daux eeng: Man Mao, 芒冒乡)
  - Особый район Нангтынг (lum Nang Teung, 南邓特区):
Городок Гаунг Ланг (daux eeng: Gawng Lang (Nang Teung) , 南邓乡) и улица Нангтынг (laih Nang Teung, 南邓街)
Городок Яонгмау (daux eeng: Yaong Maux, 拥莫乡)
Городок Пианг Хравм (daux eeng: Piang Khrawm, 邦空乡)
Городок Та Ай (daux eeng: Ta Ai, 大岩乡)
Городок Банг Мой (daux eeng: Bang Moi, 炉房乡)
Городок Нам Венг Кхам (daux eeng: Нам Венг Кхам, 南温坝乡)
Зона экономического развития
    - Зона экономического развития Монг Пхинг (Meung' Phing, 勐平经济开发区):
Город Монг Пхинг (ceung Meung ' Phing, 勐平镇, сиденье)
Городок Монг Пхинг Прим (daux eeng: Mong Phing Prim)
Городок Тонг Лонг (daux eeng: Tong Long)
Городок Яонг Хравм (daux eeng: Yaong Khrawm, 团结乡)
Городок Панг Сакс Какс (daux eeng: Pang Sax Cax)
Городок Кокс-Саунг (daux eeng: Kawx Sawng) Штат Ва пересекается с семью юридическими городками, назначенными бирманским правительством. Географические отношения между округами (второй уровень) и специальными округами (первый уровень) штата Ва и округами штата Шан перечислены ниже:

Городок Хо Панг штата Шан
- Район Чунг Мианг (Ай Чун)
- Район Нави

Городок Монгмао штата Шан
- Район Каунг Минг Санг
- Район Клонгпа

Городок Пангваун штата Шан
- Район Кунма
- Район Ванлен (Яонг Лин)

Город Ман Пханг штата Шан
- Район Линг Хо

Городок Намфан штата Шан
- Район Канмау (Инпань)

Поселок Пан Ян в штате Шан
- Район Пан Ян
- Район Тинг Ав
- Район Вен Као (поселок Дау Каунг?)
- Специальный округ Пангкхам

Городок Монг Янг штата Шан
- Район Монг Паук
- Район Монг Нген (Монг Нин?)
- Район Хотао

15 января 2024 года правительство Мьянмы официально передало Хопанг и Пан Лон штату Ва.